# Entretiens de Bichat
 (décembre 2021).
Si vous disposez d'ouvrages ou d'articles de référence ou si vous connaissez des sites web de qualité traitant du thème abordé ici, merci de compléter l'article en donnant les références utiles à sa vérifiabilité et en les liant à la section « Notes et références ».
Les Entretiens de Bichat sont une session annuelle et française de formation médicale continue, durant une semaine, en septembre, avec un programme de plus de 200 sujets traités simultanément en quatre amphithéâtres, par des enseignants de l’Université. Les interventions sont courtes et suivies d’un débat, d’où le nom d’entretiens. Les médecins, pharmaciens, et chirurgiens-dentistes participants choisissent dans ce programme les sujets auxquels ils veulent se former. Des sessions paramédicales (infirmiers, masseurs-kinésithérapeutes, orthophonistes) sont aussi intégrées dans cette semaine de formation.

## Historique
La session française de formation médicale de la rentrée a depuis longtemps déjà fêté son demi-siècle. Elle est bien connue du grand public, car objet d’une couverture médiatique régulière et ancienne ; c’est ainsi que les « Entretiens de Bichat » sont maintenant devenus dans le langage un paradigme de formation professionnelle et l’on trouve dans la presse nombre d’exemples citant telle ou telle action de formation dans un domaine quelconque comme « les entretiens de Bichat » dudit domaine.
Les Entretiens de Bichat (E.B.) furent en France la première organisation de formation médicale continue (FMC), fondée en 1947 par deux professeurs de médecine de la Faculté de Paris, chefs de services à l’Hôpital Bichat-Claude-Bernard, les professeurs Guy Laroche et Louis Justin-Besançon. Ce dernier revenait d’un voyage aux États-Unis où il avait pris connaissance d’un dispositif de formation post-universitaire, et voulut mettre sur pied un équivalent en France, où à l’époque rien n’existait : les médecins de ville ou de campagne généralistes, confrontés à une évolution rapide de la science et des techniques, ne pouvaient trouver que dans la presse spécialisée les moyens d’enrichir leurs connaissances après leur sortie de l’université. Commencés d’abord avec de faibles moyens, dans des locaux de Bichat les premiers entretiens rassemblèrent des médecins généralistes du quartier, puis devant le succès, l’organisation se mit en place de façon plus formelle et prit une dimension nationale.
C’est ainsi que cette initiative de l’université de Paris fut approuvée en Conseil de la Faculté de Médecine de Paris (c’était bien avant l’éclatement de la Faculté en divers CHU parisiens) avec l’appui de l’Assistance publique - hôpitaux de Paris.

## Organisation et déroulement
Créé dès la fondation, le comité scientifique des E.B, constitué de patrons hospitaliers bénévoles qui se renouvellent par cooptation, fait appel pour cette formation post-universitaire à des enseignants universitaires dits P.U.P.H. (Professeurs universitaires et praticiens hospitaliers) qui exercent souvent une activité de recherche médicale. Les fonctions de recherche médicale des P.U.P.H. font de ces enseignants, eux aussi bénévoles, des spécialistes des questions qu’ils exposent, appréciés pour cela du public médical. L’emploi du temps très chargé de ces enseignants explique le mode particulier de cette formation une fois l’an, avant la rentrée des étudiants, pendant toute une semaine, dans des locaux universitaires parisiens avec de nombreux intervenants, sur un programme à contenu pédagogique librement établi en concertation entre le comité scientifique et un panel de médecins généralistes praticiens.
Ce mode de formation a toujours rencontré un grand succès qui tient bien sûr à l’excellence des formateurs et à la pertinence du programme. Mais la qualité des formateurs implique une unité de temps et de lieu. Les E.B constituent donc une modalité particulière (il en existe d’autres) de formation médicale continue ancienne et nationale, le programme étant routé à tous les médecins généralistes de France.
Dès le début de la formule des E.B, les textes des interventions ont été intégralement publiés et remis aux participants avant même la session, de façon que ces derniers puissent réfléchir aux questions qu’ils pourraient poser aux enseignants. La collection complète des textes des E.B est déposée et consultable à l’Académie de médecine.
En 1947, les fondateurs des E.B. ont donc été amenés à chercher la collaboration d’un éditeur médical devant la nécessité d’imprimer les textes des interventions. Ils ont choisi l’Expansion Scientifique Française S.A. (ES), société d’édition assez ancienne (1925) alors spécialisée dans les livres et journaux médicaux.
La mission s’est rapidement élargie au soutien logistique : réservation des salles, recueil des inscriptions, établissement des comptes puis du bilan pédagogique exigé pour le contrôle réglementaire de la formation professionnelle, recherche des nécessaires supports financiers auprès de l’industrie pharmaceutique puis agroalimentaire, car les E. B. ne reçoivent aucune subvention, et la contribution des généralistes participants se limite à l’achat des volumes des communications. De simple prestataire de service pour une mission universitaire, la société ES est devenue partenaire de l’organisation même des E.B. aux côtés de l’Université.

## Principes pédagogiques et insertion dans le dispositif national de FMC
La durée des interventions est le plus souvent très courte (dix minutes) pour laisser la place aussitôt à un débat formateur, d’où le nom d’ «entretien ». Des tables rondes d’une heure sur des sujets plus complexes sont aussi suivies d’un débat entre intervenants et participants. Le programme aborde environ deux cents sujets médicaux et chirurgicaux, traités simultanément dans quatre amphithéâtres, ce qui amène le médecin à choisir « à la carte » ce qu’il veut entendre. Pour chaque sujet, un recueil de QCM permet au participant de procéder soit avant, soit au décours ou à distance de l’enseignement à une évaluation de ses acquisitions.
Le Comité Scientifique des E.B., conscient d’une évolution des mentalités médicales, a décidé d'adapter dès 2007 l’enseignement en le tournant également vers une formation en petits groupes et en ateliers avec possibilité pour le participant d’interpeller le formateur, cela lui permet et de jauger la compréhension et l’acquisition des connaissances par son public.
Le paysage de la FMC a considérablement évolué depuis 1947. Les syndicats de médecins ont progressivement mis en place des sessions départementales de formation de proximité, à longueur d’année, financées à des degrés divers par le ministère de la santé et la caisse nationale d’assurance maladie. La FMC est par ailleurs sous une double tutelle administrative, celle de la formation professionnelle, régentée par le ministère du travail, de l’emploi et de la formation professionnelle et plus récemment celle du ministère de la santé, à travers la Haute Autorité de Santé et le Conseil National de la Formation Médicale Continue (CNFMC) qui mettent en application la formation obligatoire résultant d’une évolution récente de la législation inscrite dans le code de santé publique.
Les organismes dispensateurs de FMC vont être soumis à agrément auprès du CNFMC, alors qu’ils n’étaient soumis qu’au contrôle de la formation professionnelle. Devant cette évolution, l’Expansion Scientifique Française (ES), elle-même titulaire d’un numéro de formation professionnelle depuis 1994, a filialisé ses activités de formation médicale, paramédicale et d’éditions au sein d’une filiale à 100 %, Expansion Formation et Editions S.A.S. (EFE). Elle a pour unique objet social la formation professionnelle et l’édition des supports de cette formation, devant succéder dans ces deux activités à sa mère ES laquelle a par ailleurs d’autres objets sociaux. N’ayant aucun formateur salarié, puisque seuls des universitaires enseignent les généralistes, ayant vocation à continuer son rôle de partenaire des Facultés de médecine dans l’organisation de cette grande session de formation nationale, EFE peut s’engager dans le processus d’agrément qui se met en place au sein du Conseil National de la Formation Médicale Continue, ce qui permettra aux participants aux E.B. de valider leur formation.